# Vương Thông (tướng nhà Minh)
Vương Thông (tiếng Trung: 王通, ? - 1452) là một tướng nhà Minh từng là Tổng binh quân Minh tại Đại Việt.

## Sự nghiệp ban đầu
Vương Thông người Hàm Ninh, tỉnh Hồ Bắc, nối nghiệp cha là Vương Chân (王真) làm Đô Chỉ huy sứ, cha con đều theo binh nghiệp lập nhiều chiến công, đều được phong lên Đô đốc. Sau khi cha mất, Vương Thông được ban tước Vũ Nghĩa bá, hưởng lộc nghìn thạch, được hưởng quyền thế tập. Năm Vĩnh Lạc thứ 7 (1409) được giao cai quản công việc xây dựng Trường lăng (lăng mộ của Minh Thành Tổ). Năm Vĩnh Lạc thứ 11 (1413) được ban tước Thành Sơn hầu, lộc tăng thêm 200 thạch. Năm thứ 12 (1414), được cử làm Tả dịch đi tham chiến ở phía Bắc. Khi Minh Nhân Tông lên ngôi, Vương Thông được giao quản hậu phủ, hàm gia thêm Thái tử Thái bảo.

## Sang Giao Chỉ
Tháng 9 năm 1426, sau khi Tổng binh tại Giao Chỉ (Việt Nam ngày nay) là Phong Thành hầu Lý Bân chết, Vương Thông được phong làm Tổng binh (cùng Mã Anh làm Tham tướng) sang thay các Tham tướng Vinh Xương bá Trần Trí và Đô đốc Phương Chính để chỉ huy quân Minh tại Giao Chỉ. Vương Thông mang 5 vạn quân sang, hợp với số quân Minh có sẵn ở Giao Chỉ, thành 10 vạn quân, rồi chia làm 3 đạo đi đánh nghĩa quân Lam Sơn do Bình Định vương chỉ huy, nhưng việc bị Mã Anh làm hỏng, bèn gộp 3 đạo lại thành 1 đạo. Vương Thông phục binh đánh được tướng Lam Sơn là Lý Triện, khiến Triện thua chạy về Cao Bộ (Chương Đức). Lý Triện gọi Đinh Lễ và Nguyễn Xí đưa quân tới cứu. Vương Thông đến đóng ở Ninh Kiều rồi tiến đánh Cao Bộ, nhưng mắc phải phục binh của Đinh Lễ, Nguyễn Xí và Lý Triện ở Tốt Động và Chúc Động. Quân Minh thua to, mất tới 2, 3 vạn quân, Tán Quân vụ Trần Hiệp và Nội quan Lý Lượng bị tử trận, chính Vương Thông cũng bị thương. Vương Thông phải rút về thành Đông Quan phòng thủ.
Vương Thông bị vây riết trong thành bèn xin hòa với Lê Lợi, nói nếu Lê Lợi lập con cháu nhà Trần thì sẽ bãi binh về nước. Lê Lợi hứa làm theo. Hai bên đã định ngày Vương Thông về nước thì Trần Phong và Lương Nhữ Hốt kể chuyện Ô Mã Nhi ngày xưa bị giết để can. Vương Thông sợ, phái người về nước dâng thư xin vua Minh cử viện binh sang. Lê Lợi bắt được người đưa thư, bèn bỏ hòa ước đánh tiếp.
Năm 1427, Lê Lợi vây đánh thành Đông Quan. Tháng 3, Vương Thông tiến ra đánh Lê Nguyễn ở Tây Phù Liệt (Thanh Trì). Lê Lợi sai Đinh Lễ và Nguyễn Xí đem quân đi cứu. Đinh Lễ đuổi đánh quân Minh tới My Động, Vương Thông tới đây thấy quân Lam Sơn bèn quay lại đánh, bắt được Đinh Lễ rồi đem giết.
Tháng 9 năm 1427, viện binh quân Minh chia làm 2 đạo do Liễu Thăng và Mộc Thạnh chỉ huy tới Đại Việt. Đạo của Liễu Thăng bị đánh tan trong trận Chi Lăng - Xương Giang. Đạo của Mộc Thạnh bị đánh bại dưới tay Trịnh Khả và Phạm Văn Xảo.[cần dẫn nguồn] Vương Thông biết viện binh bị diệt đành lại xin hòa, cùng Lê Lợi tham gia Hội thề Đông Quan vào tháng 11, hẹn ngày rút về. Hai bên lập lời thề rằng sau sự kiện này, bên quân Minh do Vương Thông làm chủ tướng lập tức dẫn quân trở về nước, còn nghĩa quân Lam Sơn không được hãm hại quân Minh.

## Cuối đời
Ngày 4 tháng 12 năm 1427, Vương Thông rút quân về nước. Về đến kinh đô nhà Minh, Vương Thông bị triều thần luận vào tội chết, bị tống vào ngục và bị tịch thu hết gia sản.
Năm Chính Thống thứ 4 (1439), Thông được phóng thích làm dân thường. Đến khi Minh Đại Tông lên ngôi (1449), Vương Thông được làm Đô đốc Thiêm sự, trấn giữ kinh thành.
Năm Cảnh Thái thứ 3 (1452), Vương Thông qua đời